# Frame (dança)

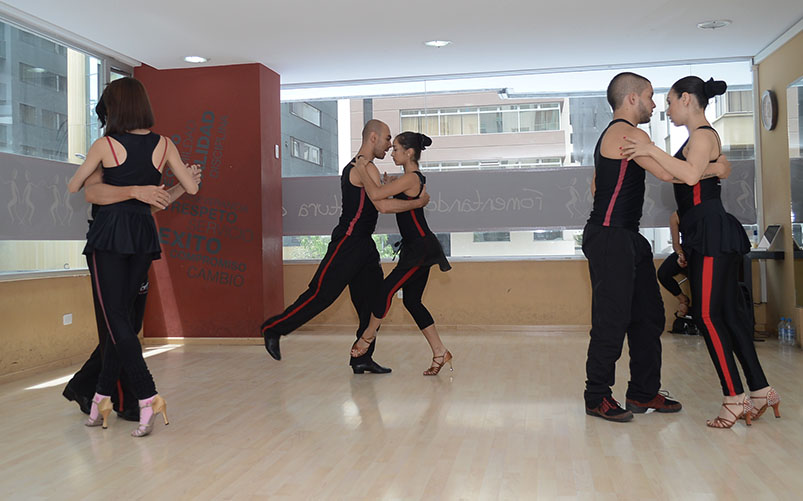
quadro em salsa

O frame (em português literalmente "moldura") é a forma como a parte superior do corpo dos dançarinos é mantida durante a dança; forma estrutural como o corpo fica quando esta executando os passos de dança. Uma boa estrutura ajuda no equilíbrio e na performance do  movimento que produz uma boa aparência durante a dança. Nas danças swing e blues o frame mantém o corpo com tônus muscular, o que permite o condutor/lider comunicar os movimentos ao conduzido/seguidor sem a necessidade de usar a mão. O frame é a maneira como os dançarinos mantém os braços, ombros, pescoço, cabeça, junto ao tronco.

## Dança de salão
Uma boa estrutura ajuda no equilíbrio, ajuda no movimento e também produz uma boa aparência do par de dança. A maneira correta de segurar um frame depende da dança em particular; é diferente no International Standard, International Latin, Latin social dances como a salsa e outras.

## No swing e blues
O frame fornece conexão entre os parceiros de dança, tornando possível o modo liderar e seguir. É uma combinação estrutural estável de ambos os corpos mantida pelos braços e/ou pernas dos dançarinos, e permite que o líder transmita o movimento do corpo ao seguidor, e que o seguidor sugira ideias ao líder. 